# St. Michaelis (Grubingen)
| Kirche St. Michaelis Grubingen                                               | Kirche St. Michaelis Grubingen |
| ---------------------------------------------------------------------------- | ------------------------------ |
| Die Kirche in Grubingen in der Karte des Spessart von Paul Pfinzing von 1594 |                                |
| Anzahl Glocken                                                               | 3                              |

Die Kirche St. Michaelis in Grubingen war ein romanisches Kirchengebäude im heutigen unterfränkischen Landkreis Miltenberg, Regierungsbezirk Unterfranken im heute bayerischen Teil des Spessarts.

## Geschichte
Die Wüstung Grubingen (später auch: Grübingen) war eine Gemeinde am Main im heutigen unterfränkischen Landkreis Miltenberg, die erstmals Anfang des 14. Jahrhunderts urkundlich erwähnt wurde. Die Kirche war die Pfarr- und Mutterkirche für die Filialen der Ortschaften Klingenberg, Röllfeld und Schmachtenberg, der Friedhof wurde ebenfalls von diesen Orten genutzt. 1372 und 1419 fiel der Kirchsatz zu Grubingen im damaligen Bistum Mainz an den Deutschen Orden. Im Spätmittelalter war der Inhaber des Kirchsatzes gleichzeitig der Verwalter des Vermögens der Pfarrei. Dazu gehörten Grundbesitz und Abgaben wie der Zehnt. Aus diesem Grund wurde dieses Amt an besonders verdiente Geistliche verliehen (parochus), die wiederum andere Geistliche mit der Wahrnehmung der eigentlichen Pfarraufgaben beauftragten (plebanus). Im 14. Jahrhundert hatte die Pfarrei ein relativ großes Vermögen. In der Zeit des Dreißigjährigen Krieges Anfang des 17. Jahrhunderts um ca. 1630 wurde der Ort vermutlich wegen einer Pestepidemie aufgegeben. Die Funktion der Pfarrkirche ging im Laufe des 17. Jahrhunderts mehr und mehr auf ihre Filialkirchen in Klingenberg und Röllfeld über. 1756 war die Kirche bereits ziemlich baufällig, aber Röllfeld und Klingenberg sprachen sich gegen einen Abriss des Kirchengebäudes aus. 1778 ordnete der erzbischöfliche Kommissar in Aschaffenburg den Abbruch der baufällig gewordenen Grubinger Kirche und die Aufstellung eines Kruzifixes mit einer Gedenkinschrift an. Der Pfarrer Johann Peter Stadtmüller aus Mönchberg wurde für den Abbruch bevollmächtigt. Das Vermögen wurde unter den Pfarrkirchen Klingenberg und Röllfeld aufgeteilt. Der Kirchhof wurde geschlossen und die Unterhaltung der Friedhofsmauer an die beiden Kirchengemeinden übertragen. Das Material wurde verkauft. Unter anderem gingen die Glocken an die Kirche St. Johannes der Täufer in Mönchberg. 1779 wurde schließlich der Friedhof unter der Leitung der Pfarrer von Klingenberg und Röllfeld eingeebnet, aber wegen Überfüllung des Röllfelder Friedhofs später bis 1847 erneut genutzt. 1959 wurde die Ostmauer des Friedhofs nach Westen verschoben, um Platz für die Staatsstraße 2309 zu machen. 1979 wurde der Friedhof restauriert. Der Grundriss der Anlage deutet darauf hin, dass diese die Form einer Kirchenburg hatte. Die Grundmauern des Kirchturms sind heute noch auf der Mainseite des Grubinger Kirchhofes zu sehen. Der Hochaltar stand vermutlich auf der Ostseite in der Richtung der Straße nach Großheubach. Seit 1814 gehört das Gelände der Kirche zum Bistum Würzburg.

## Historische Situation
Die Pfarreien Klingenberg und Röllfeld gehörten ebenso wie die Pfarrei Grubingen zu dem Mainzer Landkapitel Montad. Zusammen mit den drei weiteren Dekanaten Lohr-Rieneck, Rodgau-Seligenstadt, Taubergau-Bischofsheim bildete dieses das sogenannte Kommissariat Aschaffenburg. Dieses war vermutlich der Nachfolger des mittelalterlichen Mainzer Archidiakonats Aschaffenburg.

## Heutige Situation

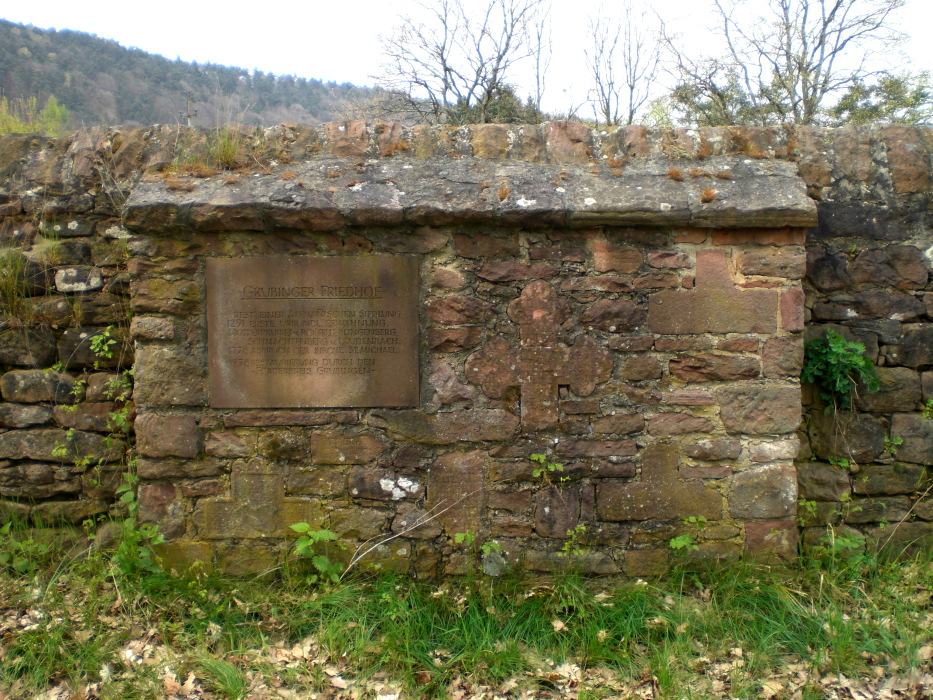
Gedenktafel an der Westmauer des Grubinger Friedhofs im Jahr 2008

Heute ist von außen nur noch die Friedhofsmauer mit dem Rundbogen des Eingangsportals zu sehen. Diese Überreste der Gesamtanlage liegen etwa 1,5 km südlich des heutigen Klingenberger Ortsteils Röllfeld zwischen der Staatsstraße 2309 nach Großheubach und dem Main. In der Mitte des ehemaligen Friedhofs befindet sich das Kruzifix mit der Gedenktafel für die Kirche, die das erzbischöfliche Mainzer Kommissariat in Aschaffenburg 1778 anbringen ließ.

## Architektur
Die romanische Kirche besaß einen Kirchturm und eine Sakristei. In der Kirche befand sich eine Kanzel, eine zweite befand sich außen auf dem Kirchhof. Die Empore war über eine Außentreppe zugänglich. Der Haupteingang mit dem Eingangsportal war überdacht. Der Kirchturm wurde 1603 und das Kirchenschiff 1605 neu gedeckt. 1605 wurde der Chor neu gestrichen und 1622 das Dach neu gedeckt.
Der Kirchhof war im 17. Jahrhundert von einer Mauer umgeben und in verschiedene Bereiche für die verschiedenen Ortschaften geteilt. Auf dem Kirchhof standen eine Klause mit Scheune und Kelter. Außerhalb des Friedhofs lag ein Brunnen. Auf dem Friedhof befanden sich ein Beinhaus und eine dem Heiligen Wendelin geweihte Kapelle, die vermutlich mit der Kirchhofmauer verbunden war.

## Einrichtung
Die Grubinger Pfarrkirche war mit vier Altären ausgestattet. Der Hochaltar war dem Erzengel Michael geweiht. Außerdem gab es den Marienaltar, den Wolfgangsaltar und den Katharinenaltar. Im Inneren der Kirche befand sich ein aus spätromanischer Zeit stammender Taufstein, der 1624 in die Röllfelder Kirche Sankt Mariä Himmelfahrt kam. Ein zweiter spätgotischer Taufstein kam 1778 nach dem Abriss der Grubinger Kirche nach Röllfeld. Nach mündlicher Überlieferung stammen auch ein Kruzifix von 1600 und eine Tabernakeltür von 1626, die sich im Besitz der Röllfelder Kirche befinden aus Grubingen. In dem Kirchenschiff befanden sich 27 Bänke. An Grabstätten befanden sich in der Kirche unter anderem das Grabmal des 1393 verstorbenen Konrad V. von Bickenbach, das sich heute im Bayerischen Nationalmuseum in München befindet. Das Epitaph ist eines der kunstgeschichtlich wichtigen Grabmäler des Mittelalters und gilt als Frühwerk des Schwarzburg-Meisters, dessen spätere Arbeiten sich im Würzburger Dom und im Mainzer Dom befinden.

## Glocken
Am 12. August 1710 holten die Klingenberger die zwischen 8 und 9 Zentner schwere Michaelisglocke von ca. 1500, die die größte Glocke der Grubinger Kirche war, in ihre Stadt. Die Kirche besaß zuletzt drei Glocken, von denen eine erst 1614 neu gegossen worden war. Die drei Glocken wurden am 31. März 1778 vom Turm der Grubinger Kirche abgenommen und am 16. Mai an die Gemeinde St. Johannes der Täufer in Mönchberg für 435 fl und 33 Kreuzer und 6 fl 16 Kreuzer für das sich an den Glocken befindliche Eisen von 94 Pfund verkauft. Damals war die große Glocke der Mönchberger Kirche zersprungen. Mit den Glocken aus Grubingen hatte sie dann insgesamt 6 alte Glocken. Aus diesen wurden 4 neue gegossen, „von einem Glockengießer, der ein Franzose war und damals in Aschaffenburg wohnte“.
| Die drei Glocken                                                               | Die drei Glocken |
| ------------------------------------------------------------------------------ | ---------------- |
| Inschrift                                                                      | Gewicht          |
| Marcus – Lucas – Mateus – Johannes                                             | 380 Pfund        |
| Aus dem feier flos ich, Henrich Roth gos mich, in Hanau fürwar, im MDCIV. jahr | 314 Pfund        |
| gos mich Johann Georg Barthels in Franckfurth anno 1710                        | 125 Pfund        |

## Die Wendelinuskapelle
Die Wendelinuskapelle befand sich auf dem Gelände des Grubinger Friedhofs an der Mauer zur Straße hin. Sie hatte einen kleinen, aber hohen Raum, dessen Fundamente 1959, beim Ausbau der Staatsstraße 2309 freigelegt wurden. Mit dieser Wendelinuskapelle war auch die Klause und die Wohnung des Glöckners verbunden. Nicht weit davon befand sich auch das Beinhaus. Die Kapelle wurde gemeinsam mit anderem Material der abgebrochenen Kirche am 31. März 1778 auf dem Friedhof für 226 fl 35 Kreuzer versteigert. Durch die Verschiebung der Friedhofsmauer nach Westen, führt heute die Staatsstraße 2309 über den ehemaligen Standort der Kapelle.